# Joe Keenan
Joseph John Keenan (Southampton, 14 ottobre 1982) è un ex calciatore inglese, di origini irlandesi, di ruolo centrocampista.